# Kannemeyeriidae
 (janvier 2020).
Famille
Les Kannemeyeriidae sont une famille éteinte de dicynodontes herbivores de grande taille, qui ont vécu au Trias. C'étaient les herbivores dominants durant cette période. Ils ont côtoyé les premiers dinosaures, et étaient la proie de sauropsides carnivores comme les rauisuchiens.

## Description
Ces animaux étaient des reptiles mammaliens thérapsides, du sous-ordre des Anomodontia. Ils avaient comme la plupart des dicynodontes deux dents qui saillaient de leur mâchoire supérieure, et qui leur servaient à fouir le sol, à la recherche de bulbes ou de racines. Ils possédaient également un bec. Peut-être ces animaux possédaient-ils des poils, notamment des poils sensitifs au niveau du museau. Ils étaient bien plus massifs que leurs prédécesseurs, les Lystrosauridae et les Dicynodontidae, dont ils pourraient descendre. En effet les premiers dicynodontes étaient des animaux de petite taille, qui vivaient dans des galeries souterraines, ce qui leur permit de résister aux fortes chaleurs dues à la crise Permo-triasique. À la suite de cette extinction de masse, la radiation évolutive des anomodontes conduisit à l'apparition d'animaux de grande taille, comme les Lystrosauridae, puis les Kannemeyeriidae, qui prirent le relais au rang d'herbivores dominants dans les écosystèmes triasiques. Certains atteignaient 3,50 m de long et pesaient plus d'une tonne. Leurs membres étaient extrêmement robustes pour supporter le poids de leur corps.

## Liste des genres et sous-familles
Selon Paleobiology Database (18 août 2019) :
- genre Barysoma Cox, 1965
- genre Chanaria Cox, 1968
- genre Jacheleria Bonaparte, 1971
- genre Parakannemeyeria Sun, 1960
- genre Rechnisaurus Chowdhury, 1970
- genre Shaanbeikannemeyeria  Cheng, 1980
- sous-famille Shansiodontinae Cox, 1965
- genre Sinokannemeyeria  Young, 1937
- sous-famille Sinokannemeyeriinae King, 1988
- genre Tetragonias  Cruickshank, 1967
- genre Wadiasaurus  Chowdhury, 1970
- genre XiyukannemeyeriaLiu & Li, 2003